# Meta serrana
Meta serrana là một loài nhện trong họ Tetragnathidae.
Loài này thuộc chi Meta. Meta serrana được miêu tả năm 1930 bởi Franganillo.